# チミンナ
チミンナ（イタリア語: Ciminna）は、イタリア共和国シチリア自治州パレルモ県にある、人口約3,600人の基礎自治体（コムーネ）。

## 地理

### 位置・広がり
パレルモ県のコムーネ。県都パレルモから南東へ30kmの距離にある。

#### 隣接コムーネ
隣接するコムーネは以下の通り。
- バウチーナ
- カッカモ
- カンポフェリーチェ・ディ・フィターリア
- メッツォイウーゾ
- ヴェンティミーリア・ディ・シチーリア
- ヴィーカリ
- ヴィッラフラーティ